# 日本プロ野球OBクラブ
日本プロ野球OBクラブ（にほんプロやきゅうOBクラブ）は、正式な法人名を公益社団法人全国野球振興会（こうえきしゃだんほうじんぜんこくやきゅうしんこうかい、英語: Japan Baseball Promotion Association）といい、日本の野球発展を目的とした内閣府所管の公益法人である。1994年に任意団体として設立し、1998年に文部省所管の社団法人として認可を受け全国野球振興会に改組した。現在は、この法人が活動する際の名義として日本プロ野球OBクラブの名称が用いられている。

## 概要
日本プロ野球選手経験者なら誰でも参加することができる。野球を通しての社会貢献、野球競技者の拡大・普及を目指しており、プロ・アマ野球の交流や少年野球教室、プロ野球マスターズリーグやOBオールスターゲーム等の開催を展開している。初代会長は川上哲治。
現在の理事長は八木沢荘六（2014年2月11日から）。

## 沿革
- 1994年4月3日 - 任意団体日本プロ野球OBクラブとして設立
- 1998年4月23日 - 社団法人全国野球振興会として認可〔所管：文部省（現・文部科学省）〕
- 2012年4月1日 - 公益社団法人全国野球振興会に移行〔所管：内閣府〕